# Tibati
Tibati è un comune del Camerun, capoluogo del dipartimento di Djérem nella regione di Adamaoua.
La città è circondata da un bosco di eucalipti ed è delimitata dal lago Mbakaou, sfruttato per la sua pescosità.
La città conserva ancora tracce dell'occupazione coloniale tedesca, iniziata a partire dal 1898, come nel caso degli edifici che ospitano l'attuale Prefettura, o in alcune stanze della scuola pubblica.
La città è collegata anche grazie ad un aeroporto ad uso civile (Codice ICAO:  FKKT), che opera con voli charter.